# Véhicule porte-conteneurs maritimes
 (décembre 2013).
Si vous disposez d'ouvrages ou d'articles de référence ou si vous connaissez des sites web de qualité traitant du thème abordé ici, merci de compléter l'article en donnant les références utiles à sa vérifiabilité et en les liant à la section « Notes et références ».
Le Véhicule Porte-Conteneurs Maritimes (VPCM) est un camion porte-conteneur de l’armée française spécialisé en transbordement maritime. Il peut embarquer sur un chaland de transport de matériel, recevoir et transporter un conteneur 20 pieds et évoluer sur tous types de terrain, en particulier en zone sablonneuse en faisant le vecteur logistique privilégié pour une opération amphibie ou pour le transbordement maritime, en particulier, lors d’un chargement ou déchargement de navire en rade.
Le transporteur est basé sur un camion tout-terrain britannique Alvis Unipower séries M à 8 roues motrices et 4 roues directrices; Unipower ayant été acquis par Alvis en 1994 et la production de la série M est stoppée depuis la fin des années 1990 et sa commercialisation en 2000.

## Historique
Ce véhicule a été réalisé à la demande du 519e régiment du train et fabriqué par la société Matériels Portuaires et Industriels au Havre. Il existait deux prototypes, l'un permettant le transport de conteneurs de 20 pieds, l'autre de 40 pieds. L'armée de terre a retenu le premier.
Le 519e régiment du train de la Rochelle (devenu en 2011 le 519e groupe de transit maritime transféré à Toulon) s'est doté à partir du 7 mars 2006 du VPCM. 12 exemplaires étaient en service en 2008.

## Caractéristiques

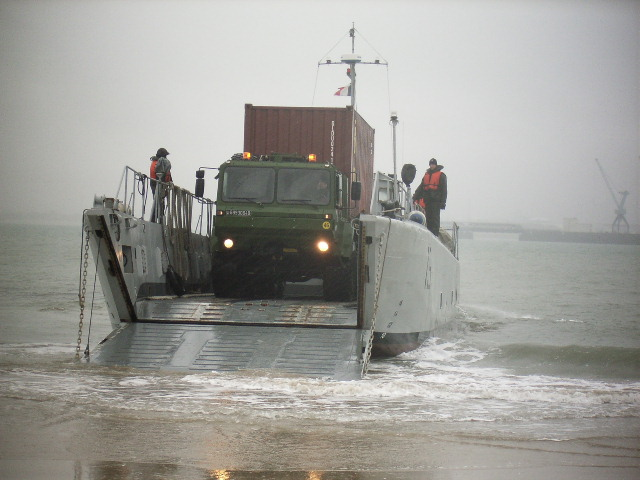
VPCM type BT120 en essais sur l’ile de Ré à bord d'un chaland de transport de matériel en 2006.

Les évolutions de l'équipement du véhicule par rapport au porteur de base Unipower inclurent :
- Une nouvelle carrosserie porte-conteneur maritime 20 pieds (faux-châssis de fabrication spéciale G et C Pécot - Montoir-de-Bretagne[4])
- Une complète tropicalisation pour utilisation en eau de mer jusqu'à une hauteur d'1,20 m incluant un nouveau système de protection contre la corrosion PPG Coatings
- Une nouvelle motorisation Cummins EURO 3 ISMe - 420 ch, et l'évolution des équipements associés (réservoir de carburant aluminium)
- La mise aux normes du système de freinage pour utilisation sur réseau routier français
- L'intégration d'un treuil d'auto-halage Rotzler HZ 090
- L'ajout d'un système de gonflage des pneumatiques

Ce véhicule est le premier équipement de l'Armée de terre à être réceptionné pour un usage routier par les nouveaux services de l'établissement technique d’Angers (ETAS) de la direction générale de l'Armement.